# Ладислав Такач
Ладислав Такач (чеськ. Ladislav Takács, нар. 15 липня 1996) — чеський футболіст, захисник «Тепліце».
Виступав, зокрема, за клуби «Тепліце» та «Банік», а також молодіжну збірну Чехії.

## Клубна кар'єра
У дорослому футболі дебютував 2014 року виступами за команду «Тепліце», в якій провів один сезон, взявши участь у 25 матчах чемпіонату. Більшість часу, проведеного у складі «Тепліце», був основним гравцем захисту команди.
У серпні 2015 року перейшов в оренду до клубу «Банік» (Соколов), а під час зимової перерви сезону 2015/16 перейшов до клубу «Млада Болеслав». Відіграв за команду з Млада Болеслава наступні чотири роки своєї ігрової кар'єри. Граючи у складі «Млада Болеслава» також здебільшого виходив на поле в основному складі команди.
На початку сезону 2019/20 він перейшов у празьку «Славія» на правах шестимісячної оренди з можливістю викупу і в кінці того сезону виграв чемпіонський титул. Згодом на правах оренди недовго грав за «Младу Болеслав».
З 2022 року два сезони захищав кольори клубу «Банік» (Острава), після чого перейшов у «Тепліце».

## Виступи за збірні
2014 року дебютував у складі юнацької збірної Чехії (U-18), загалом на юнацькому рівні взяв участь у 19 іграх, відзначившись 4 забитими голами.
Протягом 2014—2019 років залучався до складу молодіжної збірної Чехії. У 2015 році у її складі взяв участь у домашньому молодіжному чемпіонаті Європи. На турнірі він був запасним та на поле не вийшов. Всього на молодіжному рівні зіграв у 16 офіційних матчах, забив 2 гол.

## Досягнення
- Чемпіон Чехії:: 2019/20